# Bankura
Bankura là một thành phố và khu đô thị của quận Bankura thuộc bang Tây Bengal, Ấn Độ.

## Địa lý
Bankura có vị trí 23°15′B 87°04′Đ / 23,25°B 87,07°Đ Nó có độ cao trung bình là 78 mét (255 foot).

## Nhân khẩu
Theo điều tra dân số năm 2001 của Ấn Độ, Bankura có dân số 128.811 người. Phái nam chiếm 51% tổng số dân và phái nữ chiếm 49%. Bankura có tỷ lệ 74% biết đọc biết viết, cao hơn tỷ lệ trung bình toàn quốc là 59,5%: tỷ lệ cho phái nam là 81%, và tỷ lệ cho phái nữ là 67%. Tại Bankura, 10% dân số nhỏ hơn 6 tuổi.